# Eugène Rolland
Eugène Rolland (* 21. März 1846 in Metz; † 24. Juli 1909 in Paris) war ein französischer Ethnologe, Philologe, Romanist, Dialektologe und Lexikograf.

## Leben und Werk
Rolland widmete sein Leben der sprachlich orientierten Volkskunde. Er sammelte Patois, Volkslieder, Rätsel, Abzählreime und vor allem Tier- und Pflanzenbezeichnungen.
Zusammen mit seinem Freund Henri Gaidoz gründete er die Zeitschrift Mélusine. Recueil de mythologie, littérature populaire, traditions et usages (Paris 1878–1912), die sich (im ersten Heft) auf ein von Gaston Paris entworfenes Programm berief.
Rollands Wörterbücher über die französischen volkssprachigen Bezeichnungen der Fauna und Flora zählen zu den „großartigen Einzelleistungen, die ein ganzes Gelehrtenleben in Anspruch nehmen“ (Voetz 1990, S. 1256).

## Werke
- Vocabulaire du patois du pays messin tel qu'il est actuellement parlé à Rémilly, in: Romania 2, 1873, S. 437–454; 5, 1876, S. 189–229
- Devinettes ou énigmes populaires de la France, Paris 1877 (Vorwort durch Gaston Paris)
- Faune populaire de la France - noms vulgaires, dictons, proverbes, contes et superstitions, 12 Bde., Paris 1877–1915 (teilweise hrsg. von Henri Gaidoz)
- Flore populaire ou histoire naturelle des plantes dans leurs rapports avec la linguistique et le folklore, 11 Bde., Paris 1896–1914 (Bde. 8–11, hrsg. von Henri Gaidoz), 6 Bde., Paris 1967
- Rimes et jeux de l’enfance, Paris 1883, 2002
- Recueil de chansons populaires, 6 Bde., Paris 1883–1887, 3 Bde., Paris 1967